# 椎名時四郎
椎名 時四郎（しいな ときしろう、1907年1月19日 - 2007年12月3日）は、日本の実業家。栃木県出身。元住友商事副会長。

## 来歴
1924年（大正13年）、旧制栃木県立栃木中学校（現 栃木県立栃木高等学校）修了。東京商科大学（現 一橋大学）卒業。元住友商事副会長。1973年（昭和48年）、（財）日本ラグビーフットボール協会会長に就任。1979年（昭和54年）、同 名誉会長に就任。1995年（平成7年）、同 名誉相談役に就任。
2007年12月3日、肺炎により100歳で死去。